# Doyle Community Park and Center
Als Doyle Community Park & Center wird ein 157 Acres (0,6 km²) großer Volksgarten auf dem Stadtgebiet von Leominster im Bundesstaat Massachusetts der Vereinigten Staaten bezeichnet. Der Zusatz bezieht sich auf das in den Park integrierte Doyle Center. Der Park und das Center werden von der Organisation The Trustees of Reservations verwaltet.

## Park
Der Doyle Community Park bildet zwischen den Städten Leominster und Fitchburg mit seinen bewaldeten Flächen, offenen Wiesen und Barockparks eine grüne Oase. Insbesondere die 10 Acres (4 ha) messende Freifläche Pierce Meadow ist ein beliebter Anziehungspunkt. Das im Jahr 2004 errichtete Doyle Center bietet eine Fläche von 14.000 Quadratfuß (ca. 1300 m²) und wurde in der LEED-Klassifizierung für seine ökologische Bauweise mit der Einstufung Gold zertifiziert. Das Gebäude ist einer von drei Hauptverwaltungssitzen der Trustees in Massachusetts.

### Doyle Estate
Der ehemalige Wohnsitz der Familie Doyle, der insgesamt rund 125 Acres (50,6 ha) umfasste, ist heute Teil des täglich geöffneten Parks. Das etwa 10 Acres (4 ha) große Zentrum besteht aus dem ehemaligen Familienhaus, kunstvoll gestalteten Außenanlagen und verschiedenen Nebengebäuden, zu denen unter anderem eine historische Turnhalle mit angeschlossener Garage, ein für Wartungsarbeiten genutzter Schuppen, ein Hundezwinger, eine Gartenhütte und das Cape House zählen.
Bernie Doyle kaufte das Wohnhaus im Jahr 1908, das zu diesem Zeitpunkt nicht viel mehr als ein Bauernhaus im viktorianischen Stil war. In den kommenden Jahren baute er es zweimal um, später folgte ein weiterer Umbau durch seine Tochter Louise. Da sie an Architektur und Geschichte interessiert war, verbrachte sie viele Jahre mit Landschaftsarchitekten, Raumausstattern und anderen Handwerkern, um aus dem Gebäude ein ebenso elegantes wie komfortables Wohnhaus zu machen. Louise Doyle lebte dort bis zu ihrem Tod im Jahr 2007.
Das über drei Stockwerke aufragende Haus besteht aus Holz und ist vollständig unterkellert. Aufgrund der akribischen Wartung und Instandhaltung ist es in einem hervorragenden Zustand. Das Haus verfügt über 7450 Quadratfuß (ca. 690 m²) Wohnfläche, sechs Schlafzimmer und fünfeinhalb Badezimmer. Im vorderen Teil des Hauses liegen im Erdgeschoss repräsentative Räume wie das Wohnzimmer, das Empfangszimmer, das Esszimmer oder auch die formell gestaltete Eingangshalle, während eher private Räume wie die Küche und die Wäscherei im hinteren Gebäudeteil platziert sind. Diese Trennung setzt sich im Stockwerk darüber fort. Das Dachgeschoss und der Keller sind ausladend und offen gestaltet.
Die Turnhalle wurde in den 1920er Jahren von Bernie Doyle an die Garage angebaut und war dem damaligen Zeitgeist geschuldet, sich körperlich fit zu halten. Die Einrichtung der umfangreich ausgestatteten Halle ist gut erhalten. Der 1936 angeschaffte Hundezwinger, dessen Bauweise auch von Richard Evelyn Byrd für seine Expeditionen verwendet wurde, ist vollständig vorgefertigt. Er ist einstöckig ausgelegt, besteht aus Holz und verfügt über ein Dach aus Holzschindeln. Louise Doyle nutzte den 380 Quadratfuß (ca. 35 m²) messenden Bau für die Haltung ihrer Hunde.
Obwohl Louise Doyle als Buddhistin 95 Jahre lang in ihrem Haus allein und eher zurückgezogen lebte, demonstrierte sie ihr Bekenntnis zur Stadt Leominster und ihren Einwohnern, indem sie ihr gesamtes Grundstück (davon 120 Acres (48,6 ha) nach ihrem Tod im Jahr 2007) in die Obhut der Trustees of Reservation übergab. Bereits zu ihren Lebzeiten war sie eine sehr freigiebige Philanthropin, die eine große Vielzahl von Projekten – von der Little League über das Museum of Fine Arts, Boston bis hin zur Arbeit von Mutter Teresa – unterstützte.

### Pierce Meadow
Die heute als Pierce Meadow bekannte Freifläche war ursprünglich Teil des Anwesens von Harry L. Pierce, einem bekannten Geschäftsmann aus Leominster. Im Zentrum des Grundstücks stand das Pierce Estate, das im Stil der Mission-Revival-Architektur errichtet wurde und 21 Zimmer auf zweieinhalb Stockwerken besaß. Zum Anwesen gehörten ferner ein Gewächshaus, Stallungen, Scheunen und weitere landwirtschaftliche Einrichtungen, aber auch ein Tennisplatz und ein Schwimmbecken. Viele der ursprünglichen Pflanzen stehen heute noch und geben dem Park seine schlichte Eleganz.
1914 verkaufte Pierce die Grayling Hall an Frank Ewing, der sie bis 1930 besaß und dann an die Armen Schulschwestern von Unserer Lieben Frau weiterveräußerte. Die Schulschwestern erwarben zudem 17 Acres (6,9 ha) des umgebenden Grundstücks und nutzten das Areal als Erholungsstätte für Nonnen mit Tuberkulose. 1941 eröffneten sie im ehemaligen Stall die Julie Country Day School und bauten diese nach und nach aus. 1999 verkaufte der Orden die Grayling Hall an die Trustees, nachdem sie mehrere Jahre leergestanden hatte. Im Jahr 2000 rissen die Trustees das Gebäude ab und begannen mit der Restaurierung des ehemaligen Anwesens von Pierce. Bereits im folgenden Jahr konnte der 10 Acres (4 ha) umfassende Pierce Park eröffnet werden, der heute Teil des Doyle Community Parks ist. Nachdem die Schule der Ordensschwestern im Jahr 2006 geschlossen worden war, kaufte Louise Doyle das Gebäude für die Trustees, die es 2010 an den Boys & Girls Clubs of America weiterverkauften.

## Doyle Center
Das Doyle Center bietet auf einer Nutzfläche von 18.000 Quadratfuß (ca. 1.672 m²) Raum für 38 Arbeitsplätze und Konferenzräume für bis zu 125 Personen. Auf dem Dach wurde eine 2000 Quadratfuß (ca. 186 m²) große Photovoltaikanlage installiert, und zwei geothermale Bohrungen reichen 1.500 ft (457,2 m) in die Tiefe.
Das Gebäude ist energiesparend ausgelegt. Die Solaranlage auf dem Dach liefert 25 % des Strombedarfs, und sog. smart lights passen ihre Helligkeit automatisch den Umgebungsbedingungen an, um eine konstante Helligkeit zu gewährleisten. Fenster können sich automatisch öffnen, und durch die geothermale Anbindung kann auf fossile Brennstoffe vollständig verzichtet werden. Durch die Nutzung von Komposttoiletten wird an dieser Stelle kein Wasser verschwendet, da die Spülung mit einem dünnen Schaumfilm erfolgt. Es gibt außerdem ein Grauwasser-Recyclingsystem, mit dem die Blumenbeete bewässert werden. Die Landschaft um das Gebäude wurde ausschließlich mit dort natürlich vorkommenden Pflanzen gestaltet und es wurde auf Rasenflächen verzichtet, die künstlich bewässert werden müssten. 90 % der Innenräume erhalten Tageslicht und haben einen Blick nach außen.

### Geschichte
1981 schenkte Ms. Doyle die ersten 4 Acres (1,6 ha) sowie eins ihrer Häuser an die Trustees und begann auf diese Weise damit, ihren Traum von der Bewahrung ihres Familiensitzes zu verwirklichen. Über die Jahre folgten nach und nach weitere Übertragungen, und 2004 wurde mit der Errichtung des LEED-zertifizierten Doyle Center auf 50 Acres (20,2 ha) ihres Landes ein wichtiger Höhepunkt erreicht. 2007 hinterließ sie den Trustees nach ihrem Tod die verbliebenen 120 Acres (48,6 ha) mit allen darauf befindlichen Gebäuden. Der Auftrag von Louise Doyle an die Organisation, “etwas Bedeutendes” aus ihrem Erbe zu machen, führte zur Errichtung des heutigen Doyle Community Park and Center.
Das 2004 fertiggestellte Doyle Center wurde mit einer anonymen Spende in Höhe von 5 Millionen US-Dollar (heute ca. 7.170.000 Dollar) finanziert und in der LEED-Klassifizierung für seine ökologische Bauweise mit der Einstufung Gold zertifiziert.

### Verwendete Materialien
Als Baumaterialien kamen verschiedene recycelte Werkstoffe zum Einsatz.

#### Arbeitsflächen
Die Arbeitsflächen (bspw. Schreibtischplatten) im Doyle Center wurden von einem ortsansässigen Unternehmen aus einer Mischung von Sonnenblumenkernhüllen und anderen Nebenprodukten der Agrarproduktion hergestellt. Die Materialmischung wird mit Weizen sowie natürlichen Harzen gebunden und zu Dakota Burl verpresst. Dieses Kompositmaterial ähnelt optisch natürlich gewachsenen Maserknollen und verhält sich wie echtes Holz. Verkleidet wurden die Arbeitsflächen schließlich mit Douglasie, deren Holz auch für die inneren Strukturen des Gebäudes verwendet worden war, so dass sich ein stimmiges Gesamtbild ergibt.

#### Photovoltaik
Die Solaranlage auf dem Dach liefert etwa 25 % des Strombedarfs des Doyle Center. Überschüssige Energie wird nicht gespeichert, sondern über das Stromnetz an den örtlichen Versorger verkauft. Praktisch wurde das gelöst, indem der Stromzähler des Gebäudes rückwärts läuft, sobald die Solaranlage mehr Energie erzeugt, als im Gebäude aktuell benötigt wird.

#### Waschbecken
Die Platten, in die die Waschbecken eingelassen sind, bestehen aus Avonit, das vollständig aus recycelten Materialien besteht. Auch bei der Produktion entsteht kein Abfall, da das einzige Nebenprodukt Polyesterpulver ist, das an andere Unternehmen weiterverkauft wird, die diesen Grundstoff für ihre Produkte benötigen. Auf diese Weise entstehen pro Jahr 136 Tonnen weniger Abfälle, die deponiert werden müssten.

#### Bambusböden
Alle „Hartholz“-Böden im Doyle Center bestehen aus Bambus, das ähnliche Eigenschaften wie herkömmliches Hartholz aufweist, aber wesentlich umweltfreundlicher ist. Da Bambus eine Graspflanze ist, kann sie bei nachhaltiger Nutzung bis zu fünf Mal pro Jahr geerntet werden. Es ist abriebfest und besitzt eine größere Faserdichte als Holz. Der für das Doyle Center verwendete Bambus stammt aus der chinesischen Provinz Hunan, wo die Pflanze bereits seit Jahrhunderten nachhaltig angebaut wird.

#### Korkböden
Als weiteres Bodenmaterial wurde Kork verwendet, das aus der Rinde der Korkeiche gewonnen wird. Der Baum kann erstmals im Alter von 25 Jahren und dann alle neun Jahre geerntet werden, bis der Baum etwa 200 Jahre alt ist. Eine 80 Jahre alte Korkeiche kann bei einer Ernte bis zu 225 kg Kork liefern. Die Korkböden wurden aus den Abfallprodukten bei der Produktion von Weinkorken hergestellt und sind feuerfest sowie thermisch und akustisch isolierend.

#### Teppiche
Die Teppichböden wurden zu 25 % aus recycelten Fasern hergestellt und können vollständig wiederverwertet werden. Der Hersteller hat sich zum Ziel gesetzt, die Teppiche langfristig vollständig aus recyceltem Material zu produzieren und sie nach dem Ende ihrer Lebensdauer wieder in den Kreislauf zurückzuführen, so dass ein Cradle-to-Cradle-Zyklus entstehen kann.

#### Wandverkleidungen
Für die Wandverkleidungen kam Kunstharzpressholz (Werzalit) zum Einsatz, das sich anders als Holzfaserplatten nicht verzieht, ausbeult, Blasen bildet, abblättert oder abschält, jedoch wie echtes Holz aussieht. Es wird aus Hartholzspänen bzw. Sägemehl hergestellt, das bei der Möbelherstellung als Abfallprodukt anfällt. Im Gegensatz zu Mitteldichte Holzfaserplatten enthält Werzalit zudem kein Urea-Formaldehyd oder andere Giftstoffe und benötigt zehn bis 15 Jahre lang keinen neuen Anstrich.

#### Dämmplatten
Die im Gebäude in abgehängten Decken eingebauten Dämmplatten wurden vollständig aus wiederverwerteten Materialien – in diesem Fall eine Mischung aus recyceltem Polyester – hergestellt.